# Eemil Luukka
Eemil Vihtori Luukka (Muolaa, 1º dicembre 1892 – Valkeakoski, 1º giugno 1970) è stato un politico finlandese.

## Biografia
È stato Primo ministro della Finlandia, carica ricoperta per 11 giorni. Luukka iniziò la sua carriera politica nel 1936, fra le varie cariche politiche ricoperte quella di Ministro dell'agricoltura dal marzo 1950 al gennaio 1951. 
Ai tempi in cui il primo ministro era Urho Kekkonen fu vice ministro dell'agricoltura. Fu anche ministro degli interni dal 1960 al 1962.